# Brennan Mejia
Brennan Alexander Mejia (Los Angeles, 15 de outubro de 1990), é um ator, acrobata e personal trainer estadunidense, mais conhecido por seus papéis como Oliver no filme Kaboom e Tyler Navarro, o ranger vermelho, em Power Rangers: Dino Charge.

## Carreira
O primeiro trabalho de Brennan como ator foi na série CSI: Miami, como Pablo, no episódio "Rio" da quinta temporada da série, exibido originalmente em setembro de 2006. No ano seguinte, em 2007, interpretou Brennan Yubberly no primeiro episódio da série da Nickelodeon iCarly. Em 2009, viveu Hector no curta-metragem The Guitar. Seu primeiro papel de destaque veio no filme Kaboom, onde interpretou Oliver. O filme que conta uma história de ficção científica centrada nas aventuras sexuais de um grupo de estudantes universitários e sua investigação de um culto bizarro, estreou no Festival de Cannes de 2010. Ainda em 2010, apareceu no episódio "How Much Is That Liam in the Window" da terceira temporada da série 90210.
Em 2011, viveu Gabe Ramos no episódio "Afterbirth" da primeira temporada da série American Horror Story. Sobre sua participação na série Brennan, declarou: "Trabalhar em American Horror Story foi um sonho que se tornou realidade! Na verdade, durante o almoço de Ação de Graças, recebi a notícia de que tinha sido escalado!" Ainda em 2011, viveu Charles Alvarez no telefilme Metro. Em 2012, apareceu no episódio "Hit the Road Jack" da segunda temporada de série do Disney XD Kickin' It. Em 2013, apareceu em dois episódios da quinta temporada de The Secret Life of the American Teenager.
De fevereiro de 2015 a dezembro de 2016, estrelou as duas temporadas da série Power Rangers: Dino Charge, onde interpretou Tyler Navarro, o ranger vermelho. Tyler é um jovem de 18 anos, que está a procura de seu pai desaparecido, e acaba se tornando o líder dos rangers. Em dezembro de 2016, estrelou o curta Night Shift. Em 2018, protagonizou a série SIXERS, que gira em torno de cinco amigos jogadores se unem para competir em um torneio Rainbow Six: Siege. Ainda em 2018, atuou no curta Bestia. Além de voltar a interpretar Tyler Navarro, o ranger vermelho, no curta Dino Mega Charge. O curta-metragem criado por um fã da franquia Power Rangers, Steven Zurita, foi lançada a 8 de agosto de 2018, com cerca de seis minutos de duração, sendo protagonizado por Brennan e Ciara Hanna como Gia (a ranger amarela de Power Rangers: Megaforce). Em outubro, apareceu como dublê na série SEAL Team. Em novembro de 2018, seviu como dublê de Jack Falahee na série How to Get Away with Murder.
Em janeiro de 2019, apareceu no episódio "Blood Memory" da quarta temporada da série Supergirl, onde viveu Jerry Miller. Em junho apareceu no episódio "X Box Glimpse Spotlight" da quarta temporada da série da CBS Life in Pieces. De agosto a outubro de 2019, viveu Daniel durante a terceira e quarta temporadas da websérie The Dead Girls Detective Agency. A série é uma produção da NBC Universal e Snap Inc. como parte da série Snap Originals. Ainda em 2019, entrou pro elenco da websérie Modern Wardudes, criada e co-estrelada por Stephen Ford. A série é uma paródia de Modern Warfare, além vários outros jogos populares de tiro em primeira pessoa.
Em 2020, integrou o elenco da segunda temporada de Pretty Dudes, na de Carver Gomez-Pacheco. Entre abril e junho de 2020, trabalhou como dublê na série Penny Dreadful: City of Angels. Em outubro do mesmo ano, reprisou seu personagem Tyler Navarro, na segunda temporada da série Power Rangers: Beast Morphers. Em 2021, aparece em Pineapple, um curta-metragem escrito/dirigido/editado por Stephen Ford, que é uma comédia de ação surreal que explora a linha borrada da realidade e do cinema, em um mundo onde todos parecem ser cineastas. No mês seguinte, estrelou outro curta de Stephen, intitulado Five, onde uma equipe de ladrões invade um laboratório de alta segurança, mas quando tudo dá errado, a equipe logo percebe que o item que estão roubando tem a capacidade de mandar o usuário de volta no tempo em cinco segundos.

## Vida pessoal
Brennan causou com Kately Scholte em janeiro de 2015.

## Filmografia

### Filmes
| Título           | Ano  | Papel           | Notas          | Ref.          |
| ---------------- | ---- | --------------- | -------------- | ------------- |
| The Guitar       | 2009 | Hector          | Curta-metragem | [ 9 ]         |
| Kaboom           | 2010 | Oliver          |                | [ 10 ] [ 11 ] |
| Metro            | 2011 | Charles Alvarez | Telefilme      | [ 17 ]        |
| Night Shift      | 2016 | Hacker          | Curta-metragem | [ 24 ]        |
| Bestia           | 2018 | Mayor           | Curta-metragem | [ 26 ]        |
| Dino Mega Charge | 2018 | Tyler Navarro   | Curta-metragem | [ 27 ] [ 28 ] |
| Pineapple        | 2021 | Brennan         | Curta-metragem | [ 43 ]        |
| Five             | 2021 | Não nomeado     | Curta-metragem | [ 44 ]        |

### Televisão
| Título                                   | Ano       | Papel                 | Notas                                           | Ref.                 |
| ---------------------------------------- | --------- | --------------------- | ----------------------------------------------- | -------------------- |
| CSI: Miami                               | 2006      | Pablo                 | Episódio: "Rio"                                 | [ 3 ] [ 7 ]          |
| iCarly                                   | 2007      | Brennan Yubberly      | Episódio: "iPilot"                              | [ 3 ] [ 8 ]          |
| 90210                                    | 2010      | Jimmy                 | Episódio: "How Much Is That Liam in the Window" | [ 13 ]               |
| American Horror Story: Murder House      | 2011      | Gabriel "Gabe" Ramos  | Episódio: "Afterbirth"                          | [ 14 ] [ 45 ]        |
| Kickin' It                               | 2012      | Zane                  | Episódio: "Hit the Road Jack"                   | [ 3 ] [ 18 ]         |
| The Secret Life of the American Teenager | 2013      | Ex-namorado de Kathy  | Episódio: "Fraid So"                            | [ 19 ]               |
| The Secret Life of the American Teenager | 2013      | Don                   | Episódio: "Money for Nothin'"                   | [ 20 ]               |
| Power Rangers: Dino Charge               | 2015–2016 | Tyler Navarro         | Regular                                         | [ 22 ] [ 23 ]        |
| SEAL Team                                | 2018      | Intérprete de dublê   | Episódio: "Say Again Your Last"                 | [ 30 ]               |
| How to Get Away with Murder              | 2018      | Dublê de Jack Falahee | Episódio: "I Got Played" (não creditado)        | [ 31 ]               |
| Supergirl                                | 2019      | Jerry Miller          | Episódio: "Blood Memory"                        | [ 32 ] [ 33 ]        |
| Life in Pieces                           | 2019      | Palhaço mágico        | Episódio: "X Box Glimpse Spotlight"             | [ 34 ]               |
| Penny Dreadful: City of Angels           | 2020      | Dublê                 | Ep. 1, 3, 10                                    | [ 39 ] [ 40 ] [ 41 ] |
| Power Rangers: Beast Morphers            | 2020      | Tyler Navarro         | Participação (Tem. 2; Ep. 12–13)                | [ 42 ]               |

### Web
| Título                          | Ano  | Papel                | Notas                                                 | Ref.          |
| ------------------------------- | ---- | -------------------- | ----------------------------------------------------- | ------------- |
| SIXERS                          | 2018 | Capitão              | Regular; Também como coordenador de dublês            | [ 25 ]        |
| The Dead Girls Detective Agency | 2019 | Daniel               | Recorrente (3ª temorada); Participação (4ª temporada) | [ 35 ] [ 36 ] |
| Modern Wardudes                 | 2019 | Mejia                | Regular                                               | [ 46 ]        |
| Pretty Dudes                    | 2020 | Carver Gomez-Pacheco | Recorrente (2ª tamporada)                             | [ 5 ]         |